# Никитин, Иван Никитич (Герой Советского Союза)
Иван Никитич Никитин (29 августа [11 сентября] 1914 — 15 августа 1941) — партизан Великой Отечественной войны, Герой Советского Союза (1942).

## Биография
Иван Никитин родился 29 августа (11 сентября) 1914 года в деревне Большой Щепец (ныне — Гдовский район Псковской области). После окончания девяти классов школы работал сначала в колхозе, затем стал секретарём Гдовского райкома ВЛКСМ. В 1939—1940 годах проходил службу в Рабоче-крестьянской Красной Армии, участвовал в боях советско-финской войны. В 1941 году вступил в ВКП(б).
В начале Великой Отечественной войны Никитин встал во главе комсомольской группы Гдовского истребительного батальона. Оказавшись в оккупации, Никитин вместе с группой проводил диверсии против немецких войск. За июль и август 1941 года группа Никитина уничтожила несколько автомашин, пустила под откос три эшелона, подорвала мост. 15 августа 1941 года Никитин погиб в бою у брода через реку Плюсса. Первоначально был похоронен в деревне Щепец Гдовского района, позднее перезахоронен в братской могиле в Гдове.
Указом Президиума Верховного Совета СССР «О присвоении звания Героя Советского Союза т. т. Никитину И. И., Петровой А. В., Харченко М. С., особо отличившимся в партизанской борьбе в тылу против немецких захватчиков» от 8 апреля 1942 года за «отвагу и геройство, проявленные в партизанской борьбе в тылу против немецких захватчиков» удостоен посмертно высокого звания Героя Советского Союза. Также посмертно был награждён орденом Ленина.